# Campo Veracruz
Campo Veracruz es una localidad ubicada en el municipio de Tres Valles en el estado mexicano de Veracruz. En el 2010 tenía una población de 178.

## Geografía
Se encuentra ubicada en las coordenadas 18°13′36″N 96°08′14″O / 18.22667, -96.13722